# Рула Халаф
Рула Халаф (англ. Roula Khalaf, араб. رولا خلف) — британсько-ліванська журналістка, головна редакторка газети «Файненшл таймс» (Financial Times) із січня 2020 року. Вона стала першою в історії цього видання жінкою, яка зайняла найвищий редакторський пост. Халаф почала свою журналістську кар'єру у журналі «Форбс», а з 1995 року займала низку посад у «Файненшл таймс», зокрема була міжнародною редакторкою та заступницею головного редактора.

## Біографія
Халаф народилася в Бейруті (Ліван) і виросла там під час громадянської війни. Її батько був міністром економіки Лівану. Вона поступила до університету у США й у 1987 році отримала диплом бакалавра в галузі комунікацій у Сиракузькому університеті (штат Нью-Йорк), а потім ступінь магістра з міжнародних відносин у Колумбійському університеті (місто Нью-Йорк). 
Після навчання Халаф залишилася у США та почала журналістську кар'єру. Чотири роки вона працювала дописувачкою журналу «Форбс», де зокрема запам'яталася висвітленням справи Джордана Белфорта, біржового брокера, який згодом став героєм фільму «Вовк з Уолл-стріт».
У 1995 році Халаф перейшла на роботу у «Файненшл таймс», де протягом наступних 25 років працювала на низці різних позицій: кореспондентка з Північної Африки, кореспондентка з Близького Сходу, редакторка відділу Близького Сходу та міжнародна редакторка. Вона грала ключову роль у висвітленні газетою Арабської весни.
У 2016 році Халаф призначили заступницею редактора газети. На цій позиції вона працювала над розширенням жіночої аудиторії «Файненшл таймс» та збільшення кількості жінок-журналісток у виданні.
У січні 2020 року Халаф була призначена на посаду головної редакторки газети, замінивши попереднього редактора Ліонеля Барбера. Вона стала першою у 131-річній історії газети жінкою на позиції головного редактора.
Халаф одружена із британсько-ліванським підприємцем Ассаадом Раззуком (англ. Assaad Razzouk).